# اندرو آر. جرج
اندرو ر. جرج (تولد ۱۹۵۵) آشورشناس بریتانیایی و دانشگاهی که برای ترجمه‌اش از حماسه گیلگمش شناخته می‌شود.

## زندگینامه
اندرو جرج در دانشگاه بیرمنگام آشورشناسی خوانده است (۱۹۷۳ تا ۱۹۷۹).